# Otostigmus sutteri
Otostigmus sutteri är en mångfotingart som beskrevs av Würmli M. 1972. Otostigmus sutteri ingår i släktet Otostigmus och familjen Scolopendridae. Inga underarter finns listade i Catalogue of Life.